# Stanton Moore
Stanton Moore (9 de julio de 1972 (52 años) es un baterista del estilo de Nueva Orleans. Creció en Metairie, Luisiana, EE. UU. Conocido como el baterista, miembro fundador de Galactic, Moore también hizo carrera en solitario, comenzando en 1998 con su debut All Kooked Out! y grabando con bandas diversas, como con el tecladista de jazz-fusión Robery Walter y con la banda de heavy-metal Corrosion Of Conformity. También viajando internacionalmente para enseñar el estilo de Nueva Orleans, escribiendo columnas fijas para revistas de bateristas y publicando libros y vídeos de instrucción.

## Press Release
Como miembro de la popular banda de funk steamroller Galactic, el baterista Stanton Moore tiene algo más que un trabajo a tiempo completo. Sin embargo, su devoción por Galactic no ha impedido al infatigable Moore expandir su visión musical, con fantásticos resultados en su último proyecto, Flyin' the Koop. Para este espe´ctáculo, su segundo álbum en solitario y su primera grabación para Blue Thumb Records, Moore invita a una lista de artistas que incluyen al bajista Chris Wood (Medeski Martin & Wood), al saxofonista Karl Denson (cofundador de la banda de aciz jazz Greyboy Allstars y líder de su propia banda, Tiny Universe), y al guitarrista Brian Seeger (miembro de Moore & Moore). Moore también incluye al saxofonista Skerik y la mago de la voz de Wild Magnolias Mardi Gras Indians en "Fallin' on the Floor". La colección de doce temas se deja llevar por el groove, las formas jazzísticas y el eclecticismo estilístico con canciones que van desde temas rítmicos a temas a ritmo de jazz, desde bellezas melódicas a jugueteos funk. "Al principio me daba cuenta de que los oyentes podían pensar que atravesaba una crisis de identidad, debido a la variedad", afirma Moore, que coprodujo el álbum junto al productor de Galactic, Nick Sansano, "pero Nick me convenció de que las canciones reflejaban todos los lados de mi personalidad... es la razón por la que el álbum se titula Flyin' the Koop. Estaba en el estudio luchando conmigo mismo por las canciones: ¿es esto demasiado raro, demasiado directo, las debería poner todas juntas? Y luego imaginé que si uno cree en la música, debe liberarse de inhibiciones y limitaciones. Si saltas arriba y abajo por todo el estudio porque la música es tan buena, entonces, explótalo: debo fugarme (I've got to fly the coop)". Moore explica que el proyecto de Flyin' the Koop comenzó en febrero de 2000, cuando le pidieron que tocara en una super-improvisación en el Tipitina, en Nueva Orleans. Otros artistas, como Chris Wood, Karl Denson, Henry Butler y Leo Nocentelli (guitarrista de The Meters) ya estaban en la lista. "Estaba previsto que Chris, Karl y yo abriéramos el show como un trío con un set corto", afirma Moore. "En la prueba de sonido supe que ésa sería la base de mi próximo proyecto en solitario. Incluso antes del concierto propiamente, le pregunté a Chris si estaría dispuesto a grabar. Aquella noche vi a Karl tocando con Skerik supe que se trataba de un cuarteto, con dos vientos, bajo y batería, e incorporando también a los Mardi Gras Indians".
Aunque tardó un tiempo en completar el álbum, debido a los horarios, Moore supo que tenía al personal correcto. "Quería que este proyecto tuviera mucha improvisación, pero no quería que sonara como un disco estándar de jazz. Quería un filo en la grabación con diferentes sonidos y bucles para intentar un giro interesante." Mientras que algunas canciones estaban ya compuestas previamente, Moore llegó al estudio con bucles sobre los que improvisó el resto de la banda. Posteriormente, Sansano y él editaron la mezcla. "Es divertido. La mayoría del material que mantuvimos fueron primeras improvisaciones; nos atraía aquello que sonaba espontáneo, a la vez que podíamos editarlo para darle el lujo que necesitábamos." "El concepto del álbum era desarrollar tantas piezas improvisadas como fuera posible, pero también le pedí a Brian que escribiera algunas canciones que pudiéramos tener de antemano", afirma Moore. Ejemplos de estos temas son el guitarrero y directo "Let's Go", coescrito con el organista de Moore & Moore Charlie Denard, el funk-jazz de Seeger y Denard, "Hunch" y el groove de Seeger "For the Record". Flyin' the Koop abre con un número acelerado, "Tang the Hump", con un groove infeccioso que Moore y Wood desarrollaron juntos. "Ésta es una canción con la que nunca hubiera dado solo", dijo Moore. "Chris me pidió que tocara ese groove. Una vez qye lo desarrollamos, supimos que Karl y Skerik serían capaces de arreglarse sus partes al momento. Me encantan las melodías que sacaron." Más tarde en el álbum, el tema lírico "Prairie Sunset" saldría de la misma forma.
El lugar cambia en el segundo tema, "Fallin' off the Floor", un tema torrencial con un bucle de Wood en el bajo con slides, las contribuciones de la flauta de Denson, y un bucle vocal de los Wild Magnolias Mardi Gras Indians. Moore inicialmente creó la canción con un sensible loop de batería en el estudio de su amigo Brian McRae. Dijo estar influenciado por los Mardi Gras Indians, a quienes más tarde incluiría en la lista de músicos. El CD incluye una versión de la canción "Magnolia Triangle", compuesta por el nativo de Nueva Orleans James Black. "Era un talento asombroso", declaró Moore. "¡Las cosas que escribió eran tan rítmica y melódicamente avanzadas! Solía tocar esta canción con Charlie Hunter y Skerik. Así que Skerik, Chris y yo lo intentamos algunas veces en el estudio y conseguimos la energía que necesitábamos."
Stanton Moore es actualmente endorser de las marcas Crescent Cymbals (platos turcos), LP (varios), Gretsch (bateras) DW (herrajes), Vic Firth (baquetas), Remo (parches).

## Discografía selecta
- 1996 - Galactic - Coolin' Off - Fog City Records.

- 1998 - Stanton Moore - All Kooked Out! - Fog City Records.

- 1999 - Galactic - Crazyhorse Mongoose.

- 1999 - Garage A Trois - Mysteryfunk - Fog City Records.

- 2000 - Robert Walter's 20th Congress - Money Shot - Fog City Records.

- 2002 - Stanton Moore - Flyin' the Koop - Verve/Blue Thumb Records.

- 2005 - Robert Walter - Super Heavy Organ - Magna Carta.

- 2005 - Corrosion of Conformity - In the Arms of God.

- 2006 - Stanton Moore - III - Telarc Records.